# Libereci Autógyár

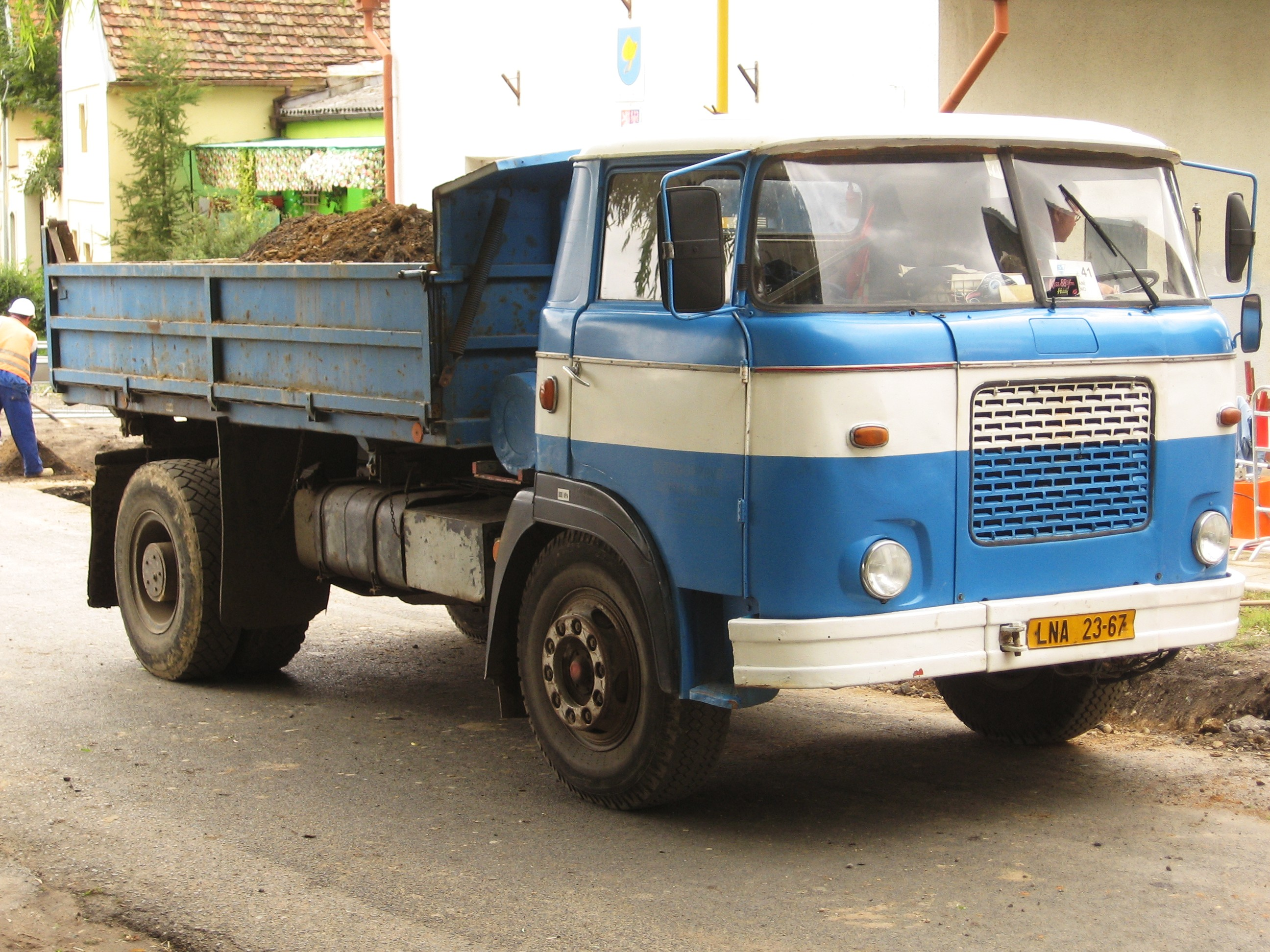
LIAZ MT - egyik legsikeresebb széria

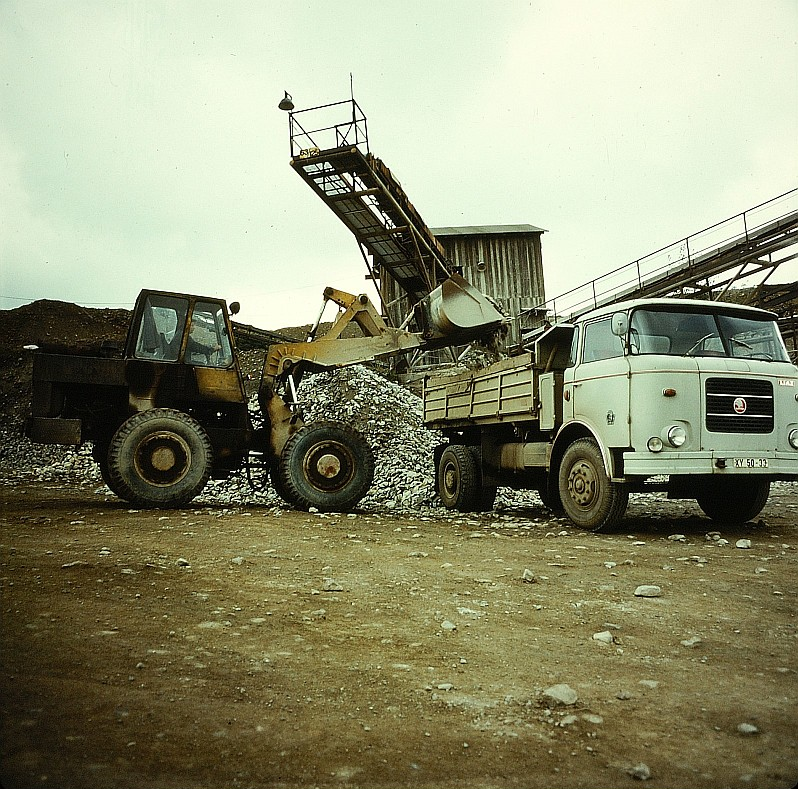
LIAZ - Škoda 706 RT dömperként az NDK-ban

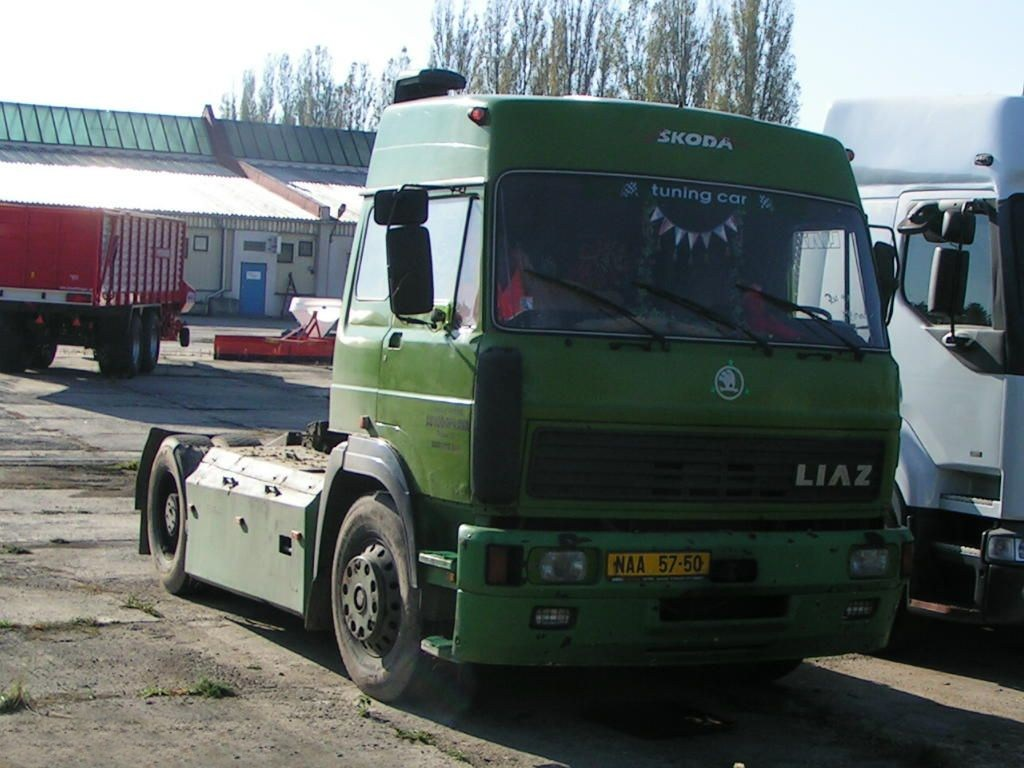
LIAZ 110 nyerges vontató

A Libereci Autógyár, röviden LIAZ (Liberecké Automobilové Závody) cseh, illetve csehszlovák járműgyártó vállalat volt. A 1951-ben hozták létre a Škoda felosztásakor. 1953-ban a LIAZ függetlenné vált a Škodától, de még 1984-ig továbbra is használta annak nevét (Škoda LIAZ). A fő tevékenységek Rýnoviceben, Mnichovo Hradištěben és Liberecben voltak, később gyárakat nyitottak Mělník, Zólyom, Nagykürtös, Přerov és Holýšov városokban is. Az 1970-es években a LIAZ volt a legnagyobb csehszlovák teherautó-gyártó. A termelés 2002-ben megszűnt.
2003-ban a TEDOM s.r.o. megvásárolta a jogokat, ami jelenleg FOX márkaként van jelen a piacon.

## Tehergépjárművek
- Škoda 706 R
- Škoda 706 RT
- Řada RT
- Řada MT
- Řada 100
- Řada 200
- Řada 300
- Řada S
- Řada FZ
- Řada 400 Fox
- Řada 400 Xena
- Liaz 40.38/40.33 SC 8x4
- TEDOM-D 19.32
- TEDOM-G 19.29
- TEDOM-D 33.45

## Külső hivatkozások
- A LIAZ története (csehül)
- LIAZ rajongók oldala (csehül)
- A TEDOM Holding honlapja. (angolul)